# White Rose Movement
I White Rose Movement sono stati un gruppo musicale new wave/Post-punk di Londra, Inghilterra. Il gruppo prese il proprio nome dal movimento studentesco anti-nazista della Rosa Bianca (die Weiße Rose), nato in Germania ai tempi della seconda guerra mondiale.
Il nucleo originario della band, cioè Finn Vine e Jasper Milton, militava inizialmente in un gruppo Indie rock chiamato Arturo, che però non ebbe molto successo, e pubblicò solo un ep intitolato "Samples" nel 1999.
Vine, Milton, Owen Dyke e Edward Harper erano amici d'infanzia che crebbero in un comune hippy in un piccolo villaggio in Norfolk. Taxxi (Erica MacArthur) entrò a far parte dei White Rose Movement solo successivamente, quando Dyke cercò nel club Trash di Londra una qualsiasi ragazza che suonasse la tastiera.
Il loro primo album è stato realizzato il 17 aprile 2006 dopo un periodo di attenzione da parte della stampa della musica indie britannica.
Nel 2006 la band va in tour con i The Rakes e con i Placebo, mentre l'anno seguente si esibisce davanti al pubblico di Sydney in compagnia dei Nine Inch Nails.
Nello stesso anno suonano inoltre al Coachella Festival in California e al festival internazionale di Benicàssim, vicino a Barcellona.
Nel gennaio 2008 Erica lasciò la band, per venire quindi sostituita da Poppy Corby-Tuech nell'aprile dello stesso anno. In quello stesso periodo i WRM firmarono un contratto con la casa discografica "Domino" e si misero al lavoro sul nuovo album.
Purtroppo la band trovò molte difficoltà sul suo cammino e, sebbene il secondo album fosse previsto per i primi mesi del 2010, non venne mai pubblicato. I WRM dichiararono di non aver ricevuto il giusto sostegno per la fase finale di produzione.
Nonostante lo scioglimento, i membri del gruppo rimasero in buoni rapporti. Nella prima metà del 2010 il frontman Finn Vine formò una nuova band, i Genuflex, alla quale si unì anche Poppy Corby-Tuech.

## Formazione
- Finn Vine - voce
- Jasper Milton - chitarra
- Owen Dyke basso
- Poppy Corby-Tuech - tastiere
- Edward Harper - batteria

### Ex componenti
- Erica "Taxxi" MacArthur - tastiere

## Discografia

### Albums
- Kick - 2006

### Singoli
- Love Is A Number - dicembre 2006 (re-release)
- London's Mine/Testcard Girl - 31 luglio 2006
- Girls In The Back - 2006
- Alsatian - 2005
- Love Is A Number - 2005
- Idiot Drugs - 2005